# Estação Kō

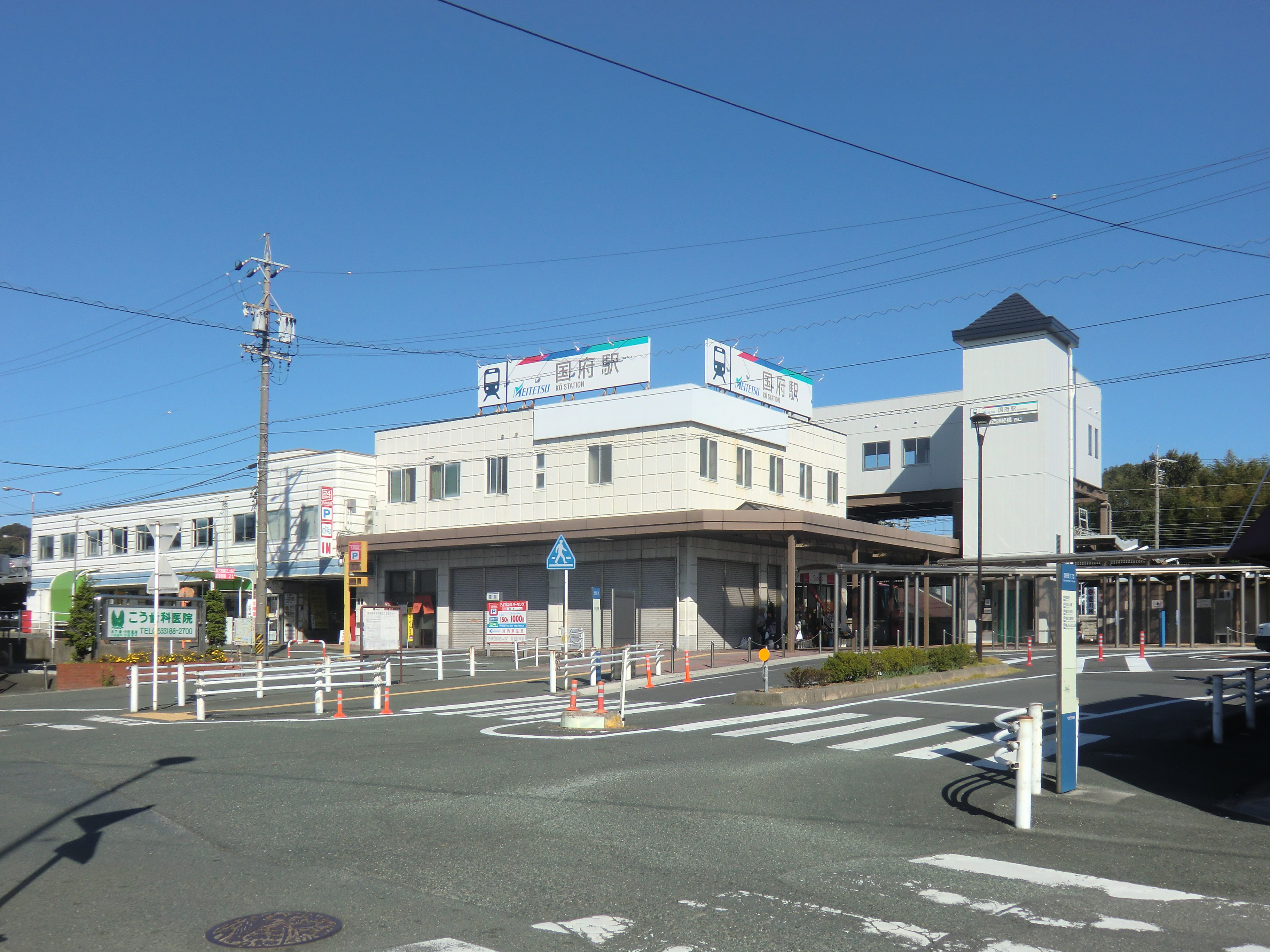
Entrada leste da estação Kō após as reformas de 2008 e 2009

A Estação Kō (国府駅, Kō-eki) é uma estação ferroviária japonesa localizada em Toyokawa, província de Aichi. É operada pela Meitetsu.

## História
Foi inaugurada em 1 de Abril de 1926, como uma estação da Aichi Denki Tetsudo linha Toyohashi (愛知電気鉄道豊橋線, Aichi Denki Tetsudo Toyohashi Sen) que ligava Toyohashi a Higashi-Okazaki. Em 1 de Abril de 1935 a Aichi Denki Tetsudo foi incorporada a Meitetsu, que passou a operar as linhas e as estações.
Foi inaugurada uma linha secundária, em 18 de Fevereiro de 1945, que ligava a estação Kō a estação Shin-Toyokawa (atualmente, Toyokawa-Inari). Esta linha secundária passou a ser a Linha Toyokawa.
Em 21 de Março de 2000, a estação passou a receber o serviço de trens expressos, Expresso Limitado (特急, Tokkyū).
A estação foi reformada em 2008 e 2009.

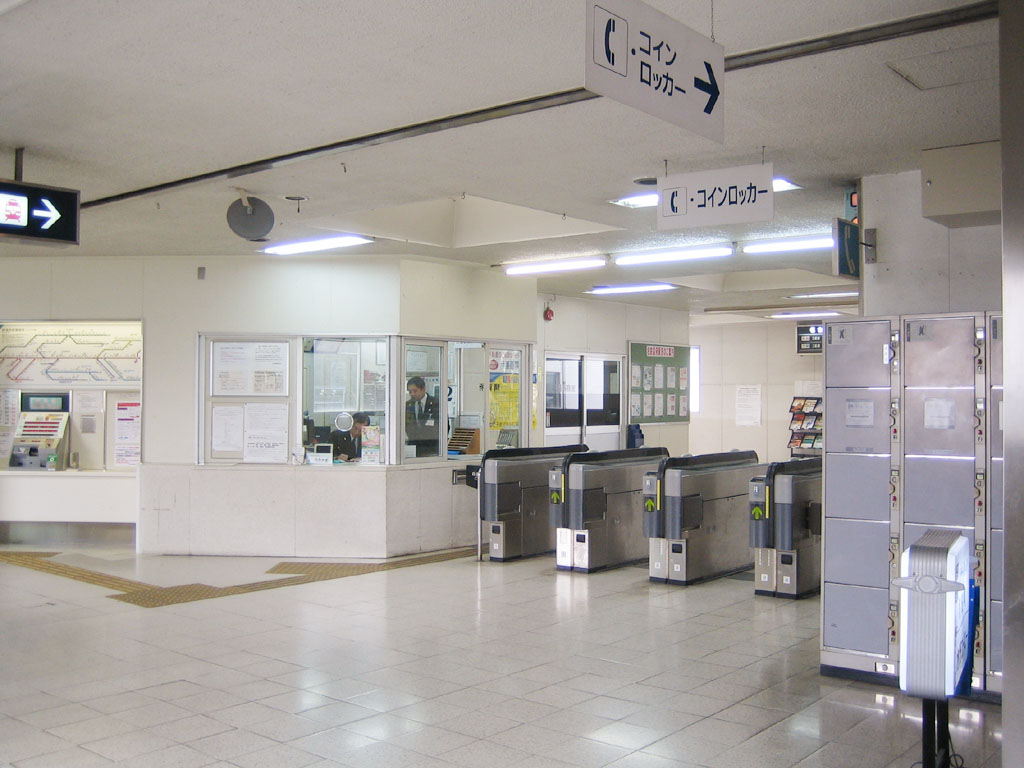
Catracas da estação Kō

## Linhas
Meitetsu
- Linha Meitetsu NagoyaLinha Nagoya
- Linha Meitetsu ToyokawaLinha Toyokawa

## Plataformas
- 1     ■   Linha Nagoya   Para Higashi-Okazaki, Meitetsu-Nagoya [ja] e Meitetsu-Gifu (trens locais)

- 2     ■   Linha Nagoya   Para  Higashi-Okazaki, Meitetsu-Nagoya [ja] e Meitetsu-Gifu

- 3     ■   Linha Nagoya   Para Ina, Toyohashi (trens locais)

- 4     ■   Linha Nagoya   Para Ina, Toyohashi

            ■   Linha Toyokawa   Para Toyokawa-Inari
- 5     ■   Linha Nagoya   Para Higashi-Okazaki, Meitetsu-Nagoya [ja], Meitetsu-Gifu

            ■   Linha Toyokawa   Para Toyokawa-Inari
- 6     ■   Linha Toyokawa   Para Toyokawa-Inari

## Instalações ao redor da estação

### Saída oeste
- MEGA Dom Quixote [ja] UNY [ja] loja Kō
- Escola Primária Municipal Toyokawa Kō [ja]
- Escola Secundária Municipal Toyokawa Seibu [ja]
- Escola Secundária Kō da Província de Aichi [ja]
- Escola Secundária Mito da Província de Aichi [ja]
- Rota 1 [ja]

### Saída leste
- Escola de Necessidades Especiais de Toyokawa da Província de Aichi [ja]
- Hospital Kō